# IAI Eitan
L'IAI Eitan (hébreu : איתן : ferme, solide) est un drone de moyenne altitude longue endurance (MALE) construit par la division Malat du constructeur israélien Israel Aerospace Industries (IAI). Sa masse au décollage est de 4 650 kg, sa charge utile de 2 000 kg. Il fait 14 mètres de long pour 26 mètres d'envergure, à rapprocher des 28 m de l'envergure d'un Boeing 737. Il peut voler jusqu'à 13 950 m pendant 36 heures.
Il est aussi parfois dénommé Heron TP, faisant référence au drone IAI Heron à partir duquel il a été développé.

## Conception
IAI Eitan a été conçu pour opérer à une altitude supérieure à celle des avions commerciaux, avec des dispositifs tout temps (et notamment de dégivrage) adaptés. Son avionique est triplée et il dispose de systèmes de décollage et d'atterrissage automatiques.
C'est un monoplan en porte-à-faux (cantilever en anglais) à aile haute, aile droite et double queue avec poutre horizontale. Son train tricycle est rétractable. Il est motorisé par un turbopropulseur propulsif situé à l'arrière.
Il est construit en matériau composite.
Il est équipé d'une large gamme de radars et de détecteurs. Il peut être utilisé pour le ravitaillement en vol, mais aussi être armé de missiles.

## Développement
En avril 2004, la revue de l'armée de l'Air israélienne a annoncé l'existence du programme et de deux prototypes opérationnels. La date de son premier vol varie selon les sources de 2004 à 2007.
En mars 2005, la société américaine Aurora Flight Sciences (en) a annoncé un accord pour commercialiser l'aéronef sous le nom de Orion, mais la suite donnée à ce projet n'est pas claire.
Le drone a été dévoilé officiellement le 8 octobre 2007 sur la base aérienne israélienne de Tel Nof.

## Carrière opérationnelle
Israël aurait utilisé des Eitans lors de la frappe présumée d'un convoi d'armes iranien à destination de la bande de Gaza en 2009.
En février 2010, l'armée de l'Air israélienne a révélé sa nouvelle flotte d'Eitan. La première unité à en avoir été équipée est le Squadron 210 sur la base de base aérienne de Tel Nof en décembre 2010. 
Durant la guerre de Gaza 2023/2024, des drones IAI Eitan de Tel Nof volent 24 heures sur 24 au-dessus de Gaza afin de fournir à Tsahal des données sur les cibles à attaquer contre les positions du Hamas. Selon des sources non officielles, ces drones sont également capables d'attaquer des cibles au sol à l'aide d'armes guidées.

## Exportations
IAI a signé un accord avec la société Rheinmetall pour le développement d'un nouveau drone « Saateg » pour l'armée allemande.
Dassault Aviation aurait acquis, en crédit-bail, des systèmes Eitan pour répondre à la demande urgente de l'armée française pour disposer de drones,.